# 코어사업
코어 사업(CORE, initiative for COllege of humanities' Research and Education)은 대한민국 교육부에서 추진하는 '대학 인문역량 강화사업'이다. 인문학 진흥을 목적으로 한다. 
2016년 3월 수도권의 가톨릭대와 고려대, 서강대, 서울대, 성균관대, 이화여대, 한양대 등 7곳과 지방의 가톨릭관동대와 경북대, 계명대, 동아대, 부경대, 부산외국어대, 전남대, 전북대, 충북대 등 9곳이 선정되었다. 이들 대학에는 참여 학과, 교원 수, 학생 수 등 참여 규모와 사업 계획에 따라 최대 37억원을 지원한다. 한국외대, 충남대, 대구한의대가 추가로 선정되었다.